# Landesmusikrat Bremen
Der Landesmusikrat Bremen bildet als einer von 16 Landesmusikräten den Dachverband der Musikverbände in Bremen und Bremerhaven. Er wurde 1978 gegründet; zuvor existierten verschiedene Vorläuferorganisationen. Er gehört der Konferenz der Landesmusikräte an und ist Mitglied im Deutschen Musikrat, der als National-Komitee der Bundesrepublik über den Internationalen Musikrat in der UNESCO vertreten ist. Als Dachverband vertritt er die Interessen aller Organisationen und Institutionen, die im Bereich des Landes Bremen Musiklebens sowohl im professionellen Bereich wie auch in der Amateurmusikszene tätig sind.

## Aktivitäten
Als Mitglied des Deutschen Musikrates trägt der Landesmusikrat Bremen alle Aktivitäten des Bundesverbandes mit und setzt sie im Land Bremen um. Dazu gehört der Deutsche Chorwettbewerb, der Deutsche Orchesterwettbewerb, Jugend musiziert, Jugend jazzt und das Landesjugendorchester. Ebenso beteiligt er sich an der Initiative Instrument des Jahres, die 2008 ins Leben gerufen wurde. Außerdem werden als eigene Veranstaltungen der zweijährig stattfindende Europäische Klavierwettbewerb Bremen (seit 1987) und der Bremer Komponistenwettbewerb durchgeführt.

## Organisation
Mitglieder im Landesmusikrat sind zahlreiche bremische Musikverbände, Privatpersonen und Fördermitglieder. Der Landesmusikrat Bremen ist mit den Musikräten anderer Länder im Deutschen Musikrat zusammengeschlossen.